# Liste der Straßennamen von Berghaupten
Die Liste der Straßen in Berghaupten führt die Namen aller Straßen im Gebiet der Gemeinde Berghaupten im baden-württembergischen Ortenaukreis in Deutschland.
| Straße                            | Namensherkunft                                                                           | Bemerkung | Verlauf | Haus- nummern |  | Lage (öffnet Karte) |  |
| --------------------------------- | ---------------------------------------------------------------------------------------- | --------- | --- | ------------- |  | ------------------- |  |
| Alte Straße                       |                                                                                          |           | |               |  | 48.406201 7.993149  |  |
| Am Bettacker                      |                                                                                          |           | |               |  | 48.403827 7.980916  |  |
| Am Kuhläger                       |                                                                                          |           | |               |  | 48.410547 7.990459  |  |
| Am Pfuhl                          | Der Name geht auf den Flurnamen „Beim Pfuhl“ zurück                                      |           | |               |  | 48.409425 7.991636  |  |
| Auf dem Grün                      | Der Name geht auf den Flurnamen „Auf dem Grün“ zurück                                    |           | | 1             |  | 48.415566 7.986572  |  |
| Beethovenstraße                   |                                                                                          |           | |               |  | 48.408961 7.989469  |  |
| Bellenwaldstraße                  |                                                                                          |           | |               |  | 48.408808 7.988428  |  |
| Bergwerkstraße                    | Der Name kommt von einem ehemaligen Kohlebergwerk in der Nähe                            |           | |               |  | 48.400998 7.977088  |  |
| Blumenstraße                      |                                                                                          |           | |               |  | 48.405314 7.98528   |  |
| Bottenbach                        | Der Name geht auf den Flurnamen „Im Bottenbach“ zurück                                   |           | |               |  | 48.412596 7.981524  |  |
| Bürgermeister-Bruder-Straße       | Benannt nach dem ehemaligen Berghauptener Bürgermeister Hansjörg Bruder                  |           | |               |  | 48.40108 7.980065   |  |
| Burgstallweg                      | Der Name geht auf den Flurnamen „Am Burgstall“ zurück                                    |           | |               |  | 48.405464 7.988917  |  |
| Dahlienweg                        |                                                                                          |           | |               |  | 48.404349 7.98227   |  |
| Dorfbergstraße                    | Der Name geht auf die Flurnamen „Am vorderen Dorfberg“ und „Am hinteren Dorfberg“ zurück |           | |               |  | 48.409067 7.985033  |  |
| Dorfstraße                        |                                                                                          |           | |               |  | 48.406226 7.98757   |  |
| Freibündstraße                    |                                                                                          |           | |               |  | 48.407967 7.985886  |  |
| Friedenstraße                     |                                                                                          |           | |               |  | 48.405962 7.982984  |  |
| Fuchsbühlweg                      | Der Name geht auf den Flurnamen „Am Fuchsbühl“ zurück                                    |           | |               |  | 48.402768 7.981106  |  |
| Gartenstraße                      |                                                                                          |           | |               |  | 48.408426 7.985221  |  |
| Goethestraße                      | Benannt nach dem Dichter Johann Wolfgang von Goethe                                      |           | |               |  | 48.408469 7.990048  |  |
| Hansjakob-Weg                     |                                                                                          |           | | 1 bis 5       |  | 48.406578 7.990617  |  |
| Haydnweg                          | Benannt nach dem Komponist Joseph Haydn                                                  |           | |               |  | 48.408334 7.989389  |  |
| Heiligenreute                     | Der Name geht auf den Flurnamen „Auf der Heiligenreuter“ zurück                          |           | |               |  | 48.403786 7.967234  |  |
| Hohackerstraße                    | Der Name geht auf den Flurnamen „Am Hohacker“ zurück                                     |           | |               |  | 48.401122 7.978258  |  |
| Im Fruchtfeld                     |                                                                                          |           | |               |  | 48.40656 7.999211   |  |
| Im Röschbünd                      | Der Name geht auf den Flurnamen „Röschbünd“ zurück                                       |           | |               |  | 48.405752 7.997189  |  |
| Im Stenglenz                      | Der Name geht auf den Flurnamen „Im Stenglenz“ zurück                                    |           | |               |  | 48.402084 7.99397   |  |
| Jägerpfad                         |                                                                                          |           | |               |  | 48.401496 7.981358  |  |
| Kinzigstraße                      | Benannt nach dem Fluss Kinzig                                                            |           | |               |  | 48.403797 8.000477  |  |
| Klingelhalde                      | Der Name geht auf den Flurnamen „Klingelhalden“ zurück                                   |           | |               |  | 48.404189 7.987903  |  |
| Lindenstraße                      | Der Name geht auf den Flurnamen „An der Linde“ zurück                                    |           | |               |  | 48.405446 7.992736  |  |
| Mozartweg                         | Benannt nach dem Komponist Wolfgang Amadeus Mozart                                       |           | | 1, 2, 4       |  | 48.407251 7.989957  |  |
| Narzissenweg                      |                                                                                          |           | |               |  | 48.404135 7.984883  |  |
| Nelkenstraße                      |                                                                                          |           | |               |  | 48.404456 7.983091  |  |
| Neudorfstraße                     |                                                                                          |           | |               |  | 48.409295 7.985864  |  |
| Obere Gewerbestraße               |                                                                                          |           | |               |  | 48.404356 7.999721  |  |
| Obertal                           | Der Name geht auf den Flurnamen „Im Oberthal“ zurück                                     |           | |               |  | 48.392973 7.972856  |  |
| Rathausplatz                      | Neben dem Platz befindet sich das Berghauptener Rathaus                                  |           | |               |  | 48.40723 7.986615   |  |
| Rosenstraße                       |                                                                                          |           | |               |  | 48.404929 7.983445  |  |
| Schillerstraße                    | Benannt nach dem Dichter Friedrich Schiller                                              |           | |               |  | 48.407522 7.989871  |  |
| Schulstraße                       | In der Straße befindet sich die Berghauptener Grundschule                                |           | |               |  | 48.406949 7.98477   |  |
| Schwarzwaldstraße                 |                                                                                          |           | |               |  | 48.40296 8.000364   |  |
| Schützenbergstraße                |                                                                                          |           | |               |  | 48.406404 7.982603  |  |
| Sommerweg                         |                                                                                          |           | |               |  | 48.395075 7.971246  |  |
| St. Georgsweg                     |                                                                                          |           | |               |  | 48.407287 7.988675  |  |
| Stiegelmattstraße                 | Der Name geht auf den Flurnamen „Die Stiegelmatt“ zurück                                 |           | |               |  | 48.4091 7.986889    |  |
| Talstraße                         |                                                                                          |           | |               |  | 48.403986 7.986363  |  |
| Tulpenstraße                      |                                                                                          |           | |               |  | 48.404413 7.984437  |  |
| Untere Gewerbestraße              |                                                                                          |           | |               |  | 48.405353 7.997221  |  |
| Unter den Reben                   |                                                                                          |           | |               |  | 48.403532 7.980237  |  |
| Veilchenweg                       |                                                                                          |           | |               |  | 48.404078 7.983171  |  |
| Weinbergstraße                    |                                                                                          |           | |               |  | 48.405966 7.985575  |  |
| Bundes-, Landes- und Kreisstraßen |                                                                                          |           | |               |  |                     |  |
| Bundesstraße 33                   |                                                                                          |           | Verläuft ab Höhe des Baggersees bis auf die Höhe der Abfahrt „Berghaupten/Gengenbach Mitte“ auf Berghauptener Gemarkung |               |  | 48.409513 7.99648   |  |
| Kreisstraße 5335                  |                                                                                          |           | Die K5335 verläuft von Kreisverkehr am Rathausplatz über die „Lindenstraße“ bis nach Gengenbach                         |               |  | 48.404758 7.994265  |  |

## Alphabetische Liste
| A - Alte Straße - Am Bettacker - Am Kuhläger - Am Pfuhl - Auf dem Grün B - Beethovenstraße - Bellenwaldstraße - Bergwerkstraße - Blumenstraße - Bottenbach - Bundesstraße 33 - Bürgermeister-Bruder-Straße - Burgstallweg D - Dahlienweg - Dorfbergstraße - Dorfstraße F - Freibündstraße - Friedenstraße - Fuchsbühlweg G - Gartenstraße - Goethestraße H - Hansjakob-Weg - Haydnweg - Heiligenreute - Hohackerstraße I - Im Fruchtfeld - Im Röschbünd - Im Stenglenz J - Jägerpfad |  | K - Kinzigstraße - Klingelhalde - Kreisstraße 5335 L - Lindenstraße M - Mozartweg N - Narzissenweg - Nelkenstraße - Neudorfstraße O - Obere Gewerbestraße - Obertal R - Rathausplatz - Rosenstraße S - Schillerstraße - Schulstraße - Schwarzwaldstraße - Schützenbergstraße - Sommerweg - St. Georgsweg - Stiegelmattstraße T - Talstraße - Tulpenstraße U - Untere Gewerbestraße - Unter den Reben V - Veilchenweg W - Weinbergstraße |